# غابي سانشيز
غابي سانشيز (بالإنجليزية: Gaby Sánchez)‏ هو لاعب كرة قاعدة أمريكي، ولد في 2 سبتمبر 1983 في ميامي في الولايات المتحدة.

## وصلات خارجية
- غابي سانشيز على موقع دوري كرة القاعدة الرئيسي (الإنجليزية)
- غابي سانشيز على موقع الدوري الياباني لكرة القاعدة (الإنجليزية)
- غابي سانشيز على موقعبيزبول رفرنس.كوم (الدوري الرئيسي) (الإنجليزية)
- غابي سانشيز على موقعبيزبول رفرنس.كوم (الدوري الثانوي) (الإنجليزية)
- غابي سانشيز على موقع إي إس بي إن.كوم (أم.أل.بي) (الإنجليزية)
- غابي سانشيز على موقع مشجعي الرسوم البيانية (الإنجليزية)